# ACホーセンス
アライアンス・クラブ・ホーセンス (デンマーク語: Alliance Club Horsens) は、デンマークのホーセンスをホームタウンとするサッカークラブである。2016-17シーズンはデンマーク・スーペルリーガ (1部) に所属。

## 歴史
ACホーセンスは1994年1月1日に創設された。
2011-12シーズンのデンマーク・スーペルリーガで4位になり、クラブ初の欧州カップ戦となるUEFAヨーロッパリーグ 2012-13出場権を獲得した。また、デンマーク・カップ決勝に進出したが、FCコペンハーゲンに0-1で敗れて準優勝に終わった。

## UEFA主催大会成績
| 年度    | 大会                 | ラウンド   | 対戦相手         | ホーム | アウェー | 合計 |  |
| ------- | -------------------- | ---------- | ---------------- | ------ | -------- | ---- |  |
| 2012-13 | UEFAヨーロッパリーグ | 予選3回戦  | エルフスボリ     | 1-1    | 3-2      | 4-3  |  |
| 2012-13 | UEFAヨーロッパリーグ | プレーオフ | スポルティングCP | 1-1    | 0-5      | 1-6  |  |

## 歴代監督
- ケント・ニールセン 2001-2008
- ヨニー・メルビー（英語版） 2009-2013

## 歴代所属選手
- ベサルト・ベリーシャ 2005-2006
- ジウベルト・マセナ 2006-2012
- 中島ファラン一生 2009-2011
- フレデリク・レノウ 2010-2015
- 佐藤大介 2017
- カスパー・ユンカー 2018-2019
- イライジャー・ジャスト 2022-2024